# Synodontis ruandae
Synodontis ruandae là một loài cá thuộc họ Mochokidae. Nó là loài đặc hữu của Rwanda. Môi trường sống tự nhiên của nó là các con sông. Nó bị đe dọa do mất môi trường sống.